# Млечва
Млечва (серб. Млечва / Mlečva) — село в общине Братунац Республики Сербской Боснии и Герцеговины. В настоящее время село необитаемо.

## География
Занимаемая площадь — 818 гектаров.